# José María Gaxiola
José María Gaxiola (Cosalá, Sinaloa, febrero de 1799–Culiacán, Sinaloa, 19 de julio de 1851) fue una abogado y político mexicano. Gobernador del Estado de Occidente en dos ocasiones.

## Biografía
Había realizado sus estudios de abogacía en la ciudad de Guadalajara, Jalisco. En 1823 ya desempeñaba el cargo de Administrador de los diezmos de El Rosario. El 26 de octubre de 1827, es nombrado gobernador de Estado de Occidente por el Congreso Estatal, del 29 de noviembre de ese año al 15 de septiembre de 1828, en que se trasladó los poderes a Cosalá. El Congreso de la Unión decretó la Ley de Expulsión de Españoles y él le dio cumplimiento, el 22 de diciembre de 1827. 
El 5 de septiembre de 1828, expidió una ley fechada en la villa de Concepción de Álamos, siendo su capital y decreta que el pueblo de Pitic pasara a ser Hermosillo y categorizada como ciudad, en memoria de José María González de Hermosillo.
Gobernó nuevamente ese territorio del 30 de septiembre de 1828, hasta el 28 de agosto de 1829. El presidente José Joaquín Herrera lo designó gobernador de Sonora, el 26 de julio de 1845, hasta que el coronel Fernando Cuesta lo derrocó el 20 de febrero de 1846. 
La última vez lo designó gobernador el Congreso del Estado de Sinaloa asumiendo funciones de febrero de 1851, cuando el estado estaba en el trance de la epidemia de cólera morbus. Murió en Culiacán por la enfermedad el 19 de julio de 1851. 